# Wootton Bridge

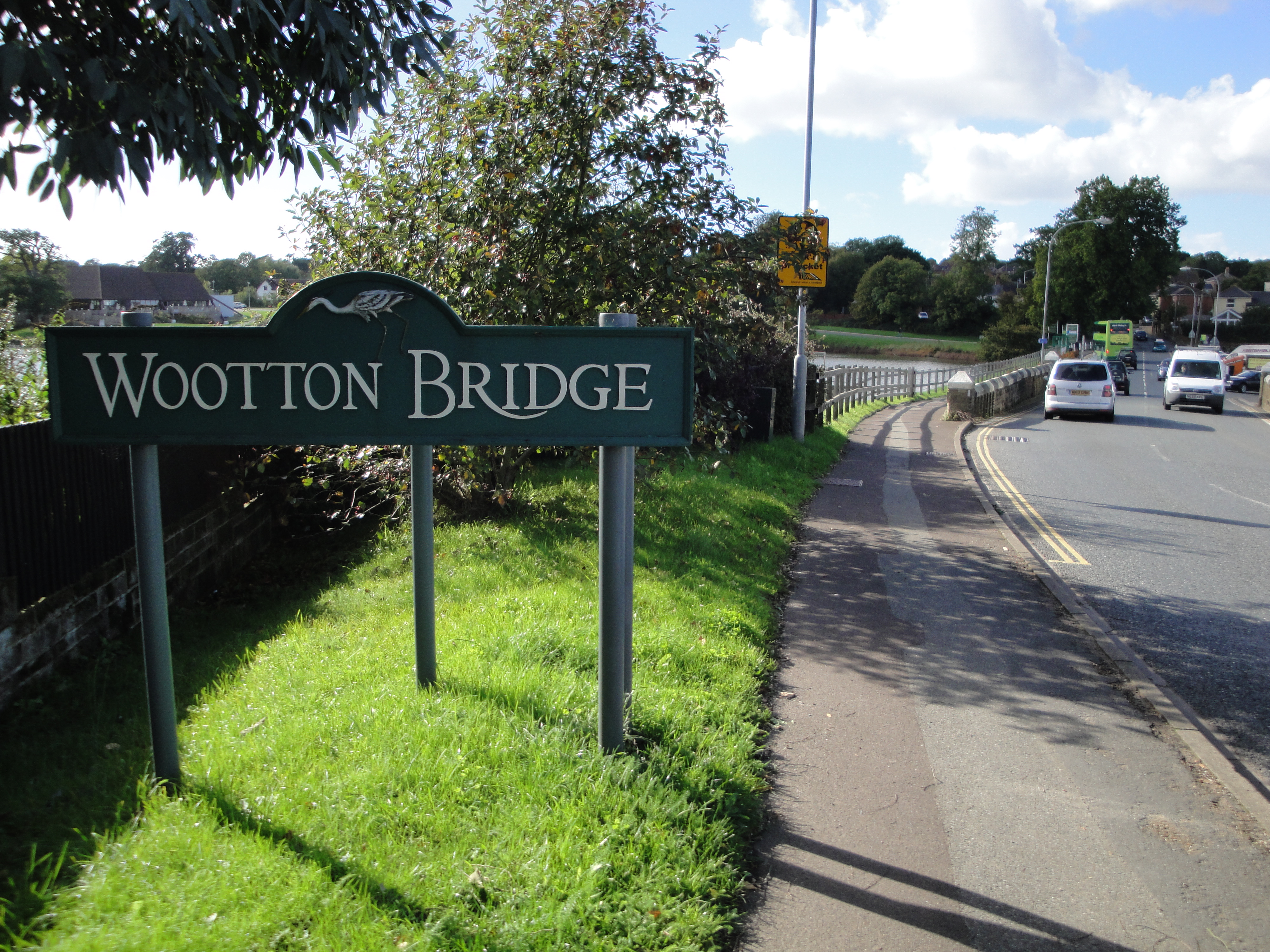
Das Dorf Wootton Bridge befindet sich am östlichsten Punkt von Wootton, an der Grenze zu Fishbourne. Das auf dem Schild abgebildete Symbol stellt einen Graureiher dar.

Wootton Bridge ist ein Dorf und eine Gemeinde mit etwa 3.000 Einwohnern auf der Isle of Wight. Die Gemeinde wurde erstmals 1086 erwähnt. Der Ort befindet sich zwischen den Städten Ryde und Newport.
Die Wohnsiedlung Wootton Common befindet sich im Süden an der gleichnamigen Kreuzung. Westlich vom Wootton Creek befindet sich das jüngere Dorf Wootton Bridge. Der dort ansässige Parish Council (Gemeinderat) ist für die gesamte Ortschaft verantwortlich.

## Entwicklung des Namens
Wootton ist eine Ableitung von „Woodtown“, was so viel wie Waldlichtung bedeutet. Allerdings gibt es auch weitere Ableitungen. Die erste bekannte Erwähnung der Stadt als „Odetown“ oder „Wootten“ stammt aus dem Jahr 1086. Im Laufe des letzten Jahrtausends hat sich der Name weiterentwickelt und stark verändert.
Nach dem Bau der Brücke über den Wootton Creek wurde für die nächstgelegene Siedlung der Name Wootton Bridge verwendet. Landläufig wird der Name aber auch für die ganze Ortschaft verwendet. Zum Teil wird dafür der nationale Postdienstleister Royal Mail verantwortlich gemacht, der Wootton Bridge als Unterscheidung zu den weiteren 19 Ortschaften namens Wootton auf britischem Gebiet verwendet.
Zudem nutzen einige Bewohner Wootton Bridge als „modernen Namen“ für diese Gegend. Allerdings ist Wootton nach wie vor der offizielle Name und wird auf Wegweisern, Karten und von der nationalen Behörde für Landesvermessung Ordnance Survey genutzt. Zudem ist es der beliebteste Name für das Gebiet.

## Wootton Creek
Der Mühlteich am Wootton Creek wird durch ein Schleusentor in der Wootton Bridge gebildet. Eine 1962 abgerissene Mehlmühle nutzte das Gezeitenwasser zum Antrieb, das durch ein ehemaliges zweites Schleusentor in der Brücke floss. Auf dem Gelände befinden sich heute Häuser.
Der Teich ist als Schutzgebiet ausgewiesen und wird von Wildvögeln und Fledermäusen bevölkert. Der ansässige Graureiher wurde zum Symbol des Dorfes gekürt. Das am Rand des Teiches befindliche Firestone Copse ist ein öffentlich zugängliches Waldgebiet der Forestry Commission.

## Sehenswürdigkeiten

### Kirchen
Die historische Pfarrkirche St. Edmund’s Parish Church wurde 1087 erbaut. In der Kirche aus angelsächsischer Zeit sind viele ursprüngliche Elemente erhalten.  Am südlichen Ende des Dorfes befindet sich die St. Mark’s Church.

### The Sloop Inn

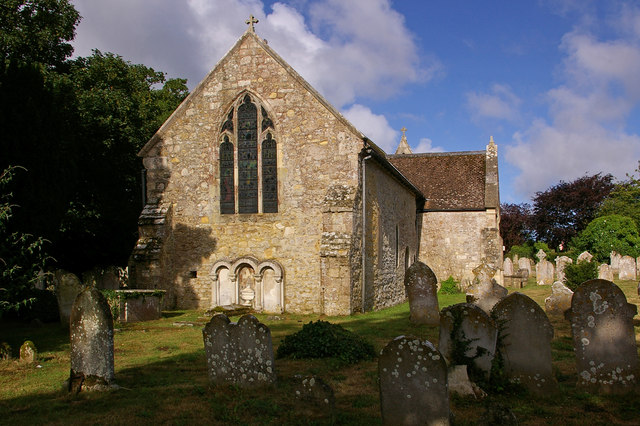
St. Edmund’s Church

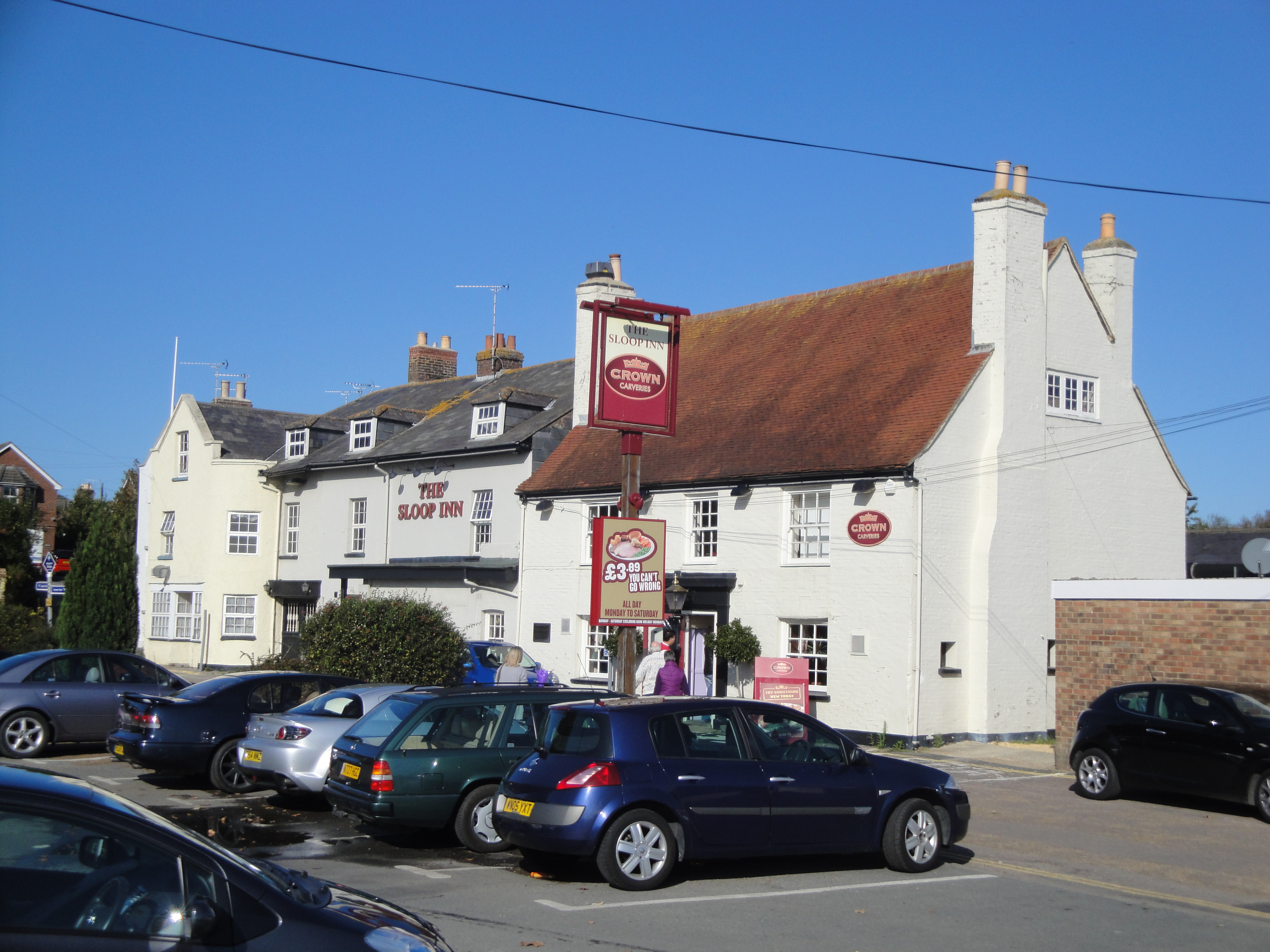
The Sloop Inn Pub

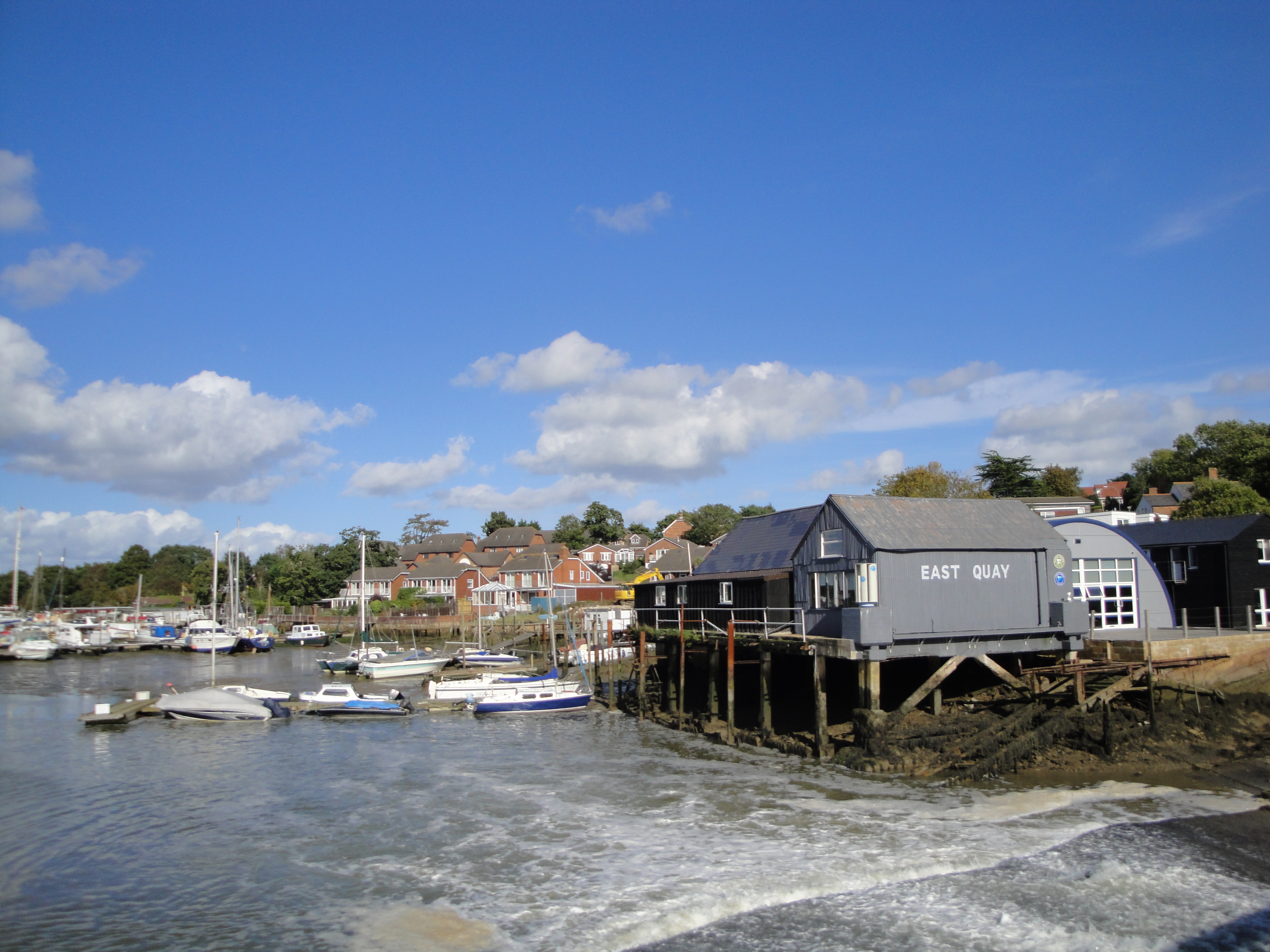
Wootton Creek

Ein weiteres bekanntes Gebäude ist der Pub The Sloop Inn, der sich in Nähe der Wootton Bridge befindet und der über 150 Jahre alt ist. Der zur Crown Carveries-Kette gehörende Pub wird von Mitchells & Buttlers betrieben.

### Das Eishaus von Fernhill
Etwas außerhalb von Wootton liegt das Eishaus des 1938 durch einen Brand zerstörten ehemaligen großen Anwesens Fernhill. Das Eishaus befindet sich in einem ausgezeichneten Zustand und wird seit den 1980er Jahren durch das Parish Council unterhalten.

## Isle of Wight Festival (1969)
Am 30. und 31. Oktober 1969 fand in Wootton an der Woodside Bay das Isle of Wight Festival statt. Es handelte sich dabei um eines der größten Musikfestivals jener Zeit und hatte geschätzt 150.000 Besucher. Es traten Bob Dylan, The Band, The Nice, The Pretty Things, Marsha Hunt, The Who, Third Ear Band, Bonzo Dog Doo-Dah Band, Fat Mattress und Joe Cocker auf.

## Persönlichkeiten
Der viktorianische Admiral Sir John Baird starb 1908 in Wootton und wurde auf dem dortigen Friedhof begraben.

## Nahverkehr

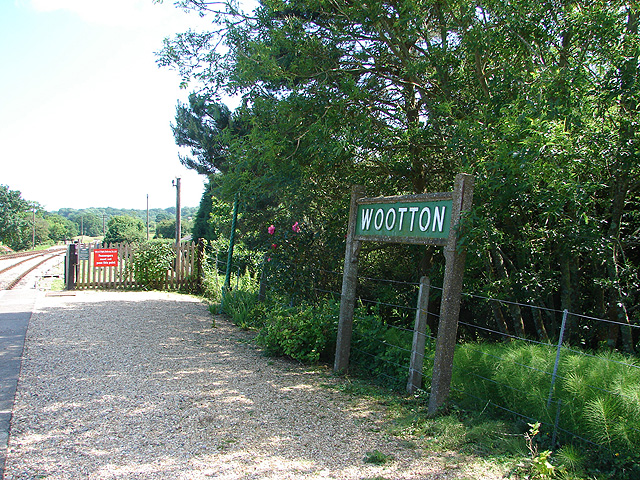
Das Bahnhofsschild, 2008

Das auf der Isle of Wight agierende Busunternehmen Southern Vectis verbindet Wootton mit Newport, Ryde und East Cowes sowie die dazwischenliegenden Dörfer.
Die Wootton Station ist die westlich gelegene Endstation der Museumsbahn Isle of Wight Steam Railway. Der 1987 eröffnete Bahnhof befindet sich an einer anderen Stelle als der 1953 geschlossene ursprüngliche Endhaltepunkt. Die authentische Bahnhofsbeschilderung wurde an der neuen Station angebracht.